# Steve Bates
Pas d'image ? Cliquez ici

a Compétitions nationales et continentales officielles uniquement.

b Matchs officiels uniquement.
Dernière mise à jour le 5 septembre 2009.
Stephen Michael « Steve » Bates, né le 4 mars 1963 à Merthyr Tydfil (Pays de Galles), est un ancien joueur international anglais de rugby à XV, jouant au poste de demi de mêlée aux London Wasps.
Il quitte les London Wasps avec Rob Andrew pour entraîner les Newcastle Falcons. Après avoir quitté le club en 2003 et avoir dirigé les Border Reivers, il revient comme manageur à Newcastle.

## Biographie

### Carrière de joueur
Il est sélectionné pour la première et dernière fois dans l'équipe d'Angleterre contre la Roumanie le 13 mai 1989.
Il joue en club au poste de demi de mêlée pour le club des London Wasps avec comme partenaire Rob Andrew.

### Carrière d'entraîneur
En 1995, quand Rob Andrew quitte les London Wasps pour devenir le manageur des Newcastle Falcons, Steve Bates le suit, et devient l'entraîneur principal des Newcastle Falcons. Avec Bates, Newcastle est promu en championnat d'Angleterre de rugby à XV au plus haut niveau à la fin de la saison 1996–1997 et parvient même à remporter le championnat dès la saison 1997–1998. Ils atteignent la finale de la coupe d'Angleterre de rugby à XV en 1999 et l'emportent en 2001. Bates quitte Newcastle en mars 2003 et, un an plus tard, est nommé entraîneur principal des Border Reivers, prenant la suite du Néo-zélandais Tony Gilbert, qui rentre dans sa patrie d'origine. Bates conduite les Borders en Coupe d'Europe 2006–2007 et, en même temps qua la gestion du club, il conduit l'Écosse B lors de la Churchill Cup 2006, qu'ils perdent contre les Māori de Nouvelle-Zélande, après des succès sur l'Angleterre B et le Canada.
Quand la Scottish Rugby Union annonce l'arrêt des Border Reivers à la fin de la saison 2006–2007, Bates est engagé par les Newcastle Falcons pour être leur manageur à compter de juin 2007.
En janvier 2008, la Rugby Football Union engage Bates à la tête des England Saxons à temps partiel.
Pendant sa carrière de joueur, lors de l'époque amateur, Bates est un enseignant à Lord Wandsworth College dabns le Hampshire, et un de ses élèves est le jeune Jonny Wilkinson, celui-ci le rejoint à Newcastle l'été 1997.

## Palmarès
- 1 sélection avec l'équipe d'Angleterre en 1989
- Match par année : 1 en 1989